# Axıncaçay
Axıncaçay är ett vattendrag i Azerbajdzjan. Det ligger i den västra delen av landet, 400 kilometer väster om huvudstaden Baku.
I omgivningarna runt Axıncaçay växer i huvudsak lövfällande lövskog. Runt Axıncaçay är det ganska tätbefolkat, med 78 invånare per kvadratkilometer.